# Volcán de Culma
El Volcán de Culma es un cono de escoria en el sur de Guatemala. Está ubicado a 3 km al este de la cabecera departamental de Jutiapa. 
Con sus 1.027 m s. n. m. es el volcán más pequeño de los 32 volcanes que reconoce el Diccionario Geográfico de Guatemala.[cita requerida] Su cumbre está cubierta de matorrales y se encuentra a la orilla de la Carretera Interamericana 1.